# Stuck on Repeat
A Stuck on Repeat egy elektropop stílusú felvétel Little Boots brit énekesnő debütáló, Arecibo elnevezésű, 2008-ban megjelent középlemezéről. A dalt Boots mellett Greg Kurstin és Joe Goddard szerezte. Promóciós kislemezként jelent meg az Egyesült Királyságban 2008 februárjában.

## Háttér
A Stuck on Repeat-et eredetileg demóként vette fel Little Boots. Az énekesnő több lemezkiadóhoz küldte el a felvételt, de egyiktől sem kapott visszajelzést. Goddard egyik barátja elküldte neki a demót, aki lehetőséget látott a számban, és remixet készített belőle. Goddard hálószobájában vették fel az új változatot, Boots a munkát furcsának találta, mivel a producerrel e-mailen keresztül kommunikált. Londonban volt, mikor felvette a dalt. A felvételt a diszkó éra inspirálta, továbbá metaforák jelennek meg a dalban.

## Számlista és formátumok
Az alábbi listák a Stuck on Repeat főbb kiadásaira vonatkoznak.
Promóciós CD #1

1. Stuck on Repeat – 6:58
2. Stuck on Repeat (Dub) – 7:38

Promóciós CD #2

1. Stuck on Repeat (Full Length) – 6:51
2. Stuck on Repeat (Dub) – 7:40
3. Stuck on Repeat (Edit) – 3:58

Promóciós CD #3

1. Stuck on Repeat (Fake Blood Remix) – 6:28
2. Stuck on Repeat (Rory Phillips Re-edit) – 6:18

Promóciós CD #4

1. Stuck on Repeat (Ali Wilson Tekelec Remix) – 8:17

Promóciós 12" kislemez

A. Stuck on Repeat – 6:58
B. Stuck on Repeat (Dub) – 7:38
Hivatalos remixek
1. Stuck on Repeat (Alexander Robotnik Remix) – 8:48[11]

## Külső hivatkozások
- Hivatalos weboldal